# Gleina
Gleina là một đô thị thuộc huyện Burgenland, bang Sachsen-Anhalt, Đức. Đô thị Gleina có diện tích 29,56 km², dân số thời điểm ngày 31 tháng 12 năm 2006 là 1378 người.